# Grande Prêmio da Áustria de 1971
Resultados do Grande Prêmio da Áustria de Fórmula 1 realizado em Österreichring em 15 de agosto de 1971. Oitava etapa da temporada, marcou a última vitória do suíço Jo Siffert, da BRM, o segundo título do britânico Jackie Stewart e a estreia do futuro tricampeão mundial, Niki Lauda.

## Resumo
Beneficiado por largar na pole position, o suíço Jo Siffert manteve o primeiro lugar após a largada e resistiu ao avanço de Jackie Stewart, que o perseguiu até seu carro perder uma das rodas traseiras e danificar o semieixo. Sete voltas mais tarde François Cevert foi traído pelo motor e assim a Tyrrell ficou sem representantes na corrida. Contudo, a quebra de motor sofrida por Jacky Ickx e o fato de Ronnie Peterson não ter pontuado asseguraram ao britânico seu segundo título mundial com três provas de antecedência.

## Classificação da corrida
| Pos. | Nº | Piloto             | Construtor       | Voltas | Tempo/Diferença          | Grid | Pontos |
| ---- | -- | ------------------ | ---------------- | ------ | ------------------------ | ---- | ------ |
| 1    | 14 | Jo Siffert         | BRM              | 54     | 1:30:23.91               | 1    | 9      |
| 2    | 2  | Emerson Fittipaldi | Lotus-Ford       | 54     | + 4.12                   | 5    | 6      |
| 3    | 8  | Tim Schenken       | Brabham-Ford     | 54     | + 19.77                  | 7    | 4      |
| 4    | 3  | Reine Wisell       | Lotus-Ford       | 54     | + 31.87                  | 10   | 3      |
| 5    | 7  | Graham Hill        | Brabham-Ford     | 54     | + 48.43                  | 8    | 2      |
| 6    | 25 | Henri Pescarolo    | March-Ford       | 54     | + 1:24.51                | 13   | 1      |
| 7    | 24 | Rolf Stommelen     | Surtees-Ford     | 54     | + 1:37.42                | 12   |        |
| 8    | 17 | Ronnie Peterson    | March-Ford       | 53     | + 1 volta                | 11   |        |
| 9    | 10 | Jackie Oliver      | McLaren-Ford     | 53     | + 1 volta                | 22   |        |
| 10   | 23 | Peter Gethin       | BRM              | 52     | + 2 voltas               | 16   |        |
| 11   | 16 | Helmut Marko       | BRM              | 52     | + 2 voltas               | 17   |        |
| 12   | 19 | Nanni Galli        | March-Alfa Romeo | 51     | + 3 voltas               | 15   |        |
| NC   | 27 | Mike Beuttler      | March-Ford       | 47     | Não classificado         | 19   |        |
| Ret  | 12 | François Cevert    | Tyrrell-Ford     | 42     | Motor                    | 3    |        |
| Ret  | 11 | Jackie Stewart     | Tyrrell-Ford     | 35     | Semieixo                 | 2    |        |
| Ret  | 4  | Jacky Ickx         | Ferrari          | 31     | Motor                    | 6    |        |
| Ret  | 26 | Niki Lauda         | March-Ford       | 20     | Handling                 | 21   |        |
| Ret  | 22 | John Surtees       | Surtees-Ford     | 12     | Motor                    | 18   |        |
| Ret  | 5  | Clay Regazzoni     | Ferrari          | 8      | Motor                    | 4    |        |
| Ret  | 15 | Howden Ganley      | BRM              | 5      | Ignição                  | 14   |        |
| Ret  | 9  | Denny Hulme        | McLaren-Ford     | 4      | Motor                    | 9    |        |
| DNS  | 28 | Jo Bonnier         | McLaren-Ford     | 0      | Vazamento de combustível | 20   |        |

## Tabela do campeonato após a corrida
|   | Pos. | Piloto             | Pontos |
| - | ---- | ------------------ | ------ |
|   | 1    | Jackie Stewart     | 51     |
|   | 2    | Jacky Ickx         | 19     |
|   | 3    | Ronnie Peterson    | 17     |
| 3 | 4    | Emerson Fittipaldi | 16     |
| 7 | 5    | Jo Siffert         | 13     |

|   | Pos. | Equipe       | Pontos |
| - | ---- | ------------ | ------ |
|   | 1    | Tyrrell-Ford | 51     |
|   | 2    | Ferrari      | 32     |
| 2 | 3    | BRM          | 21     |
|   | 4    | Lotus-Ford   | 19     |
| 2 | 5    | March-Ford   | 18     |

- Nota: Somente as primeiras cinco posições estão listadas e o campeão mundial entre os pilotos surge destacado em negrito. Em 1971 os pilotos computariam cinco resultados nas seis primeiras corridas do ano e quatro nas últimas cinco. Neste ponto esclarecemos: na tabela dos construtores figurava somente o melhor colocado dentre os carros de um time.